# قرار مجلس الأمن التابع للأمم المتحدة رقم 1899
قرار مجلس الأمن التابع للأمم المتحدة رقم 1899 المتخذ بالإجماع في 16 ديسمبر 2009.

## القرار
جدد مجلس الأمن، ولاية قوة الأمم المتحدة لمراقبة فض الاشتباك، التي أشرفت على وقف إطلاق النار بين إسرائيل وسوريا منذ عام 1974، للأشهر الستة المقبلة حتى 30 يونيو 2010.
وباتخاذ القرار 1899 (2009) بالإجماع، دعا المجلس أيضا إلى تنفيذ قراره 338 لعام 1973، الذي يطلب مفاوضات فورية بين الطرفين بهدف إقامة سلام عادل ودائم في الشرق الأوسط.
بالتزامن مع اتخاذ القرار، تلا رئيس المجلس ميشيل كافاندو (بوركينا فاسو) بيانًا أكد فيه أن التوتر في المنطقة سيستمر حتى تحقيق سلام عادل ودائم.
أوصى الأمين العام بان كي مون، في تقريره الأخير عن قوة الأمم المتحدة، بتمديد ولاية القوة، مشيرًا إلى أنه بينما كان الوضع في مرتفعات الجولان "هادئًا بشكل عام"، فإن المنطقة بشكل عام متوترة. وشجع الطرفين على استئناف محادثات السلام غير المباشرة التي بدأت برعاية تركيا وتهدف إلى سلام شامل، وفقا لمرجعية مؤتمر مدريد.
ولفت الانتباه أيضا إلى مبلغ الأنصبة المقررة غير المسددة للقوة، والتي بلغت 19.1 مليون دولار في 30 أيلول/سبتمبر.